# Porsche Club Deutschland
Der Porsche Club Deutschland e. V. (kurz PCD) ist der Dachverband der deutschen Porsche Clubs. Aufgabe des PCD ist es, überregionale Veranstaltungen durchzuführen, die Zusammenarbeit mit Porsche zu koordinieren und den Mitgliedern aller regionalen Clubs gemeinsame Leistungen anzubieten. Jedes Mitglied im regionalen Porsche Club ist automatisch auch Mitglied im Dachverband.
Seit 2005 ist der Porsche Club Deutschland Kooperationspartner des ADAC e.V. und Mitglied des Deutschen Motorsport Bundes e.V. – DMSB. Partner, wie beispielsweise Michelin, unterstützen den Verein bei Motorsport-Themen, Fahrsicherheitstrainings und weiteren Veranstaltungsformaten.
Der älteste Porsche Club, der PC Westfalen e. V., wurde im Jahr 1952 gegründet. Bereits 1953 kamen der Porsche Club Köln e.V., der Württembergische Porsche Club, der Porsche Club von Niedersachsen e.V. und der PC Berlin dazu. Seit 1976 organisiert der PC Württemberg, der PC Schwaben und der PC Länderdreieck Motorsportveranstaltungen wie die Euro Trophy. Heute hat der PCD 98 regionale Mitgliedsclubs in Deutschland mit insgesamt ca. 8000 Mitgliedern (Stand März 2020). Vereinssitz ist Stuttgart.

## Veranstaltungen im Bereich Fahrsicherheitstraining und Motorsport
Der Porsche Club Deutschland e. V. bietet folgende Veranstaltungen für die regionalen Porsche Clubs an:
- Fahrsicherheitstraining
- Porsche Slalom
- PCD Club-Cup und PCC-Langstrecke
- Porsche Sports Cup
- Porsche Club Historic Challenge

### Fahrsicherheitstraining
Beim Fahrsicherheitstraining ist das Ziel die persönliche fahrerische Sicherheit unter Anleitung erfahrener Instruktoren zu verbessern. Die Deutschen Porsche Clubs organisieren diese Veranstaltungen für ihre Mitglieder. Die Trainings finden in Fahrsicherheitszentren, auf Rundstrecken oder im Offroadgelände statt.

### Porsche Slalom

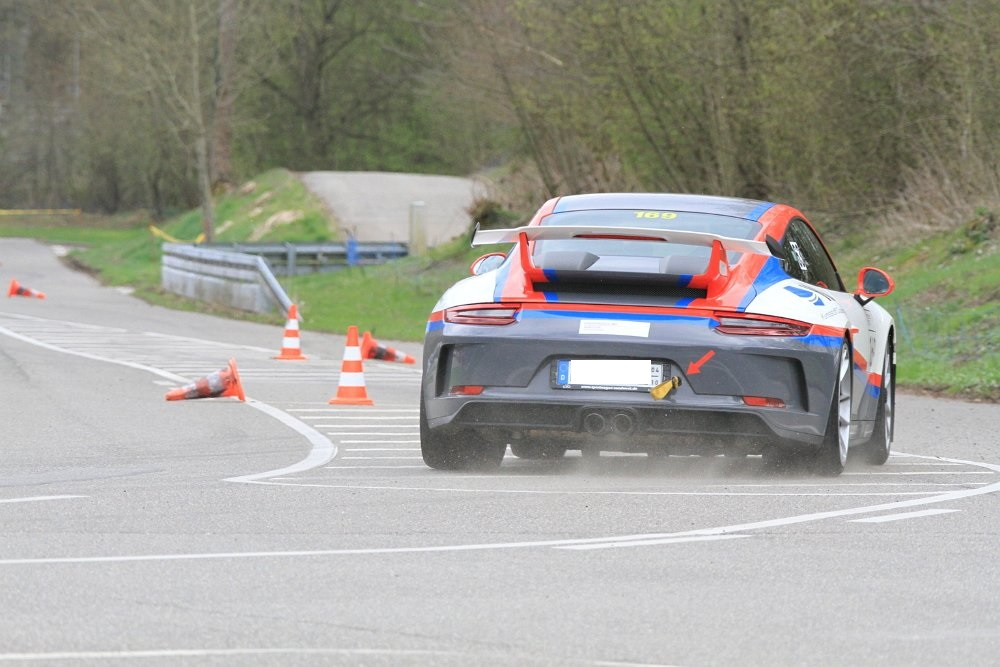
Porsche Slalom

Das sportliche Angebot mit den geringsten Kosten und Aufwand beginnt mit den Slalomwettbewerben der Porsche Clubs nach dem DMSB genehmigten Reglement des PCD. Teilnehmer starten mit dem eigenen Fahrzeug und Straßenbereifung.

### PCD Club-Cup & PCC-Langstrecke
Der Porsche Club-Cup (PCC) ist eine Veranstaltung, die Clubmitgliedern die Möglichkeit bietet, die eigenen Fahrzeuge im Rahmen eines Fahrsicherheitstrainings auf einer Rennstrecke zu bewegen. Der PCD Club-Cup mit Histo-Wertung und die PCC-Langstrecke sind die gemeinsame Plattform individueller Clubveranstaltungen und dienen ausschließlich dem Breitensport. Der PCC positioniert sich zwischen der Sportfahrschule und dem Porsche Sports Cup. Jeder Teilnehmer hat die Möglichkeit, für etwa zwei bis drei Stunden auf einer Rundstrecke zu fahren.

### Porsche Sports Cup

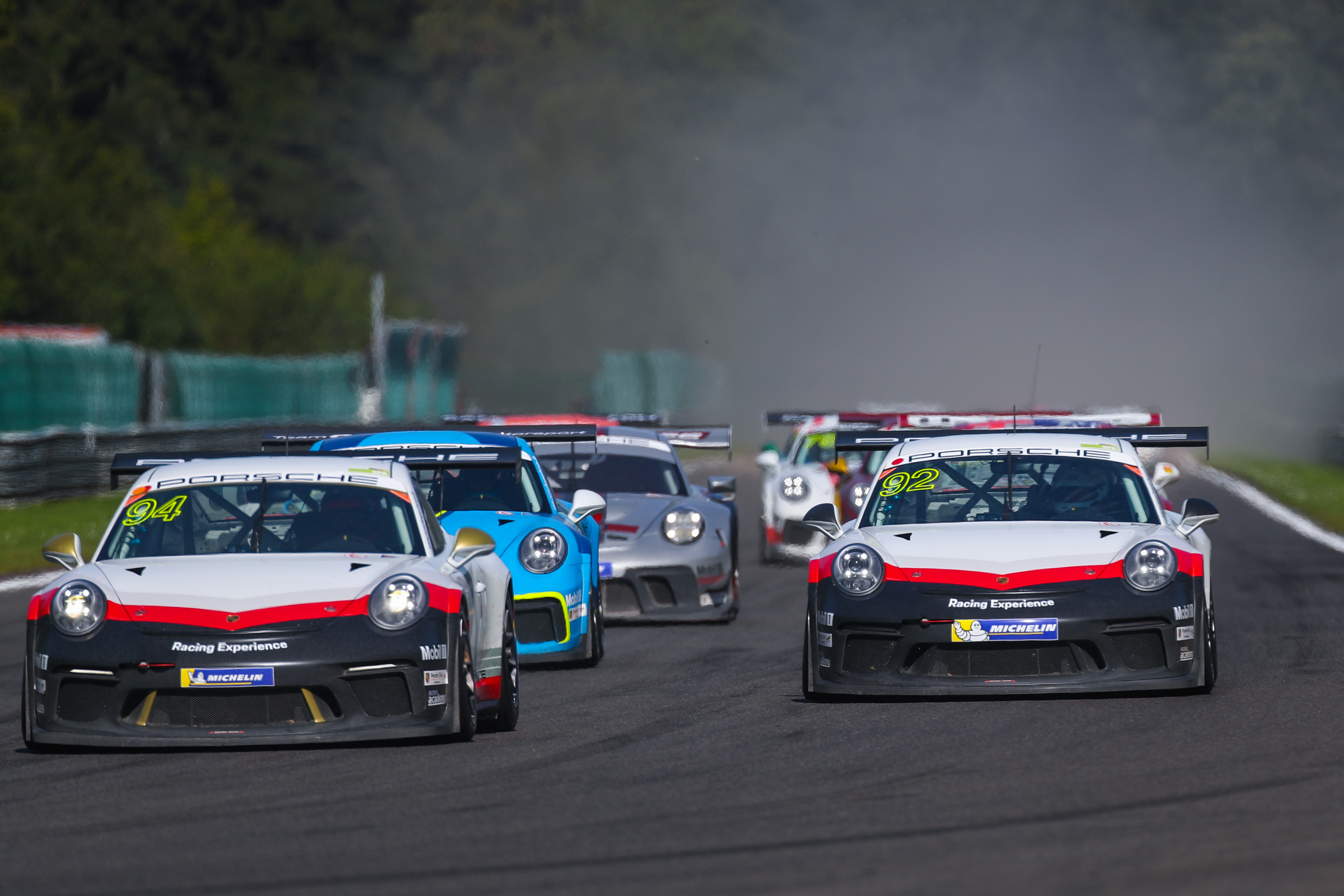
Porsche Sports Cup

Der Porsche Sports Cup (PSC) wurde 2005 erstmals ausgeschrieben. Die Teilnehmer können dort bei verschiedenen Motorsportveranstaltungen starten. Das Programm umfasst eine Gleichmäßigkeitsprüfung, Sprintrennen und ein Langstreckenrennen. 2015 internationalisierte sich die Serie.

### Porsche Club Historic Challenge
Die Porsche Club Historic Challenge (PCHC) gilt als internationale Rennserie des Porsche Club Deutschland. Die teilnehmenden Fahrzeuge müssen historische Porsche-Fahrzeuge sein.

## Veranstaltungen von überregionalen Porsche Club Treffen
Die überregionalen Veranstaltungen in Deutschland werden von regionalen Porsche Clubs in Zusammenarbeit mit dem Dachverband, dem PCD, organisiert. Fester Bestandteil im Veranstaltungskalender ist das Porsche Club Deutschlandtreffen, das stets in anderen Regionen des Landes durchgeführt wird. Die alle zwei Jahre stattfindenden PCD Deutschlandtreffen bieten jedem Starter interessante Aktivitäten. Beim Concours D'Elegance werden viele historische und seltene Fahrzeuge der Marke Porsche ausgestellt.
Über eigens organisierte Veranstaltungen hinaus, engagiert sich der Porsche Club Deutschland e. V. intensiv an regionalen Clubveranstaltungen, wie beispielsweise Porsche Treffen oder Messeauftritten.
Der Höhepunkt aller gesellschaftlichen Porscheveranstaltungen ist die sog. Porsche Parade, die erstmals im Jahr 1982 in Stuttgart durchgeführt wurde. Das Konzept entwickelte sich im Laufe der Jahre weiter und wird aktuell unter dem Namen Europa Parade veranstaltet. Es wird alle zwei Jahre in wechselnden Ländern ausgetragen.